# 星期 (杂志)
《星期》是1922年至1923年间由包天笑主编、上海大东书局出版的文学杂志。
包天笑在结束《小说画报》后，于1922年2月正式创办《星期》周刊。周刊的作者基本都是原先为《小说画报》撰文的鸳鸯蝴蝶派作家。其中的文章以白话小说及小说杂谈为主，同时也包括童话、随感、生活纪事、读书心得等内容。曾在《星期》上刊载的作品包括包天笑《沧州道上》、张毅汉《金钱就是职业吗？》、向恺然（不肖生）《留东外史补》、张碧梧《眼波》、严芙孙《嫁衣》、姚鹓雏《电子发射器》、胡寄尘《生育问题中的阎王》、罗瘿公《记卢毅安相人术》，以及江红蕉（老主顾）描写上海都市化过程的长篇社会小说《交易所现形记》等。徐卓呆、张毅汉、毕倚虹等人则几乎每期都会写稿。另外，《星期》还曾出过四期专号，分别名为“婚姻号”、“生育号”、“婢妾号”、“武侠号”。1923年3月《星期》停刊，共出版50期。